# اجوامعة (سيدي امحمد اخديم)
الجوامعة هي إحدى مشيخات المملكة المغربية، تتبع جغرافيا و إداريا لإقليم الجديدة و لجماعة سيدي امحمد أخديم. يقدر عدد سكانها بـ 5239 نسمة حسب الإحصاء الرسمي للسكان والسكنى لسنة 2004.